# Bauerago gardneri
Bauerago gardneri är en svampart som först beskrevs av McKenzie & Vánky, och fick sitt nu gällande namn av Vánky 1999. Bauerago gardneri ingår i släktet Bauerago och familjen Microbotryaceae.   Inga underarter finns listade i Catalogue of Life.